# Mesopolobus etsuhoae
Mesopolobus etsuhoae är en stekelart som beskrevs av Dzhanokmen 1989. Mesopolobus etsuhoae ingår i släktet Mesopolobus och familjen puppglanssteklar.
Artens utbredningsområde är Kazakstan. Inga underarter finns listade i Catalogue of Life.